# Isla Pingüino (Antártida)
La isla Pingüino o Penguin, también llamada isla Georges, es una isla de la Antártida de 1,4 km ancho por 1,7 km de largo, la cual se ubica a 62°06′S 57°52′O / -62.100, -57.867 y cierra la costa sur de la isla Rey Jorge (ubicada a 1 milla de distancia) y marca el lado este de la entrada a la bahía Rey Jorge en las islas Shetland del Sur. 
La isla Pingüino fue descubierta en enero de 1820 por una expedición británica bajo la dirección de Edward Bransfield y llamada así por él por la gran cantidad de pingüinos que la ocupan.
Está coronada por el pico de Deacon, un cono de escoria basáltica, que no estuvo activo en los últimos 300 años. El cráter de Petrel es un mar que está localizado sobre el lado este de la isla, tuvo la última erupción alrededor de 1905. El norte de la isla es una meseta de 15 metros de altura.

## Reclamaciones territoriales
Argentina incluye a la isla en el departamento Antártida Argentina dentro de la provincia de Tierra del Fuego, Antártida e Islas del Atlántico Sur; para Chile forma parte de la comuna Antártica de la provincia Antártica Chilena dentro de la Región de Magallanes y de la Antártica Chilena; y para el Reino Unido integra el Territorio Antártico Británico. Las tres reclamaciones están sujetas a las disposiciones del Tratado Antártico.
Nomenclatura de los países reclamantes: 
- Argentina: Isla Pingüino
- Chile: isla Penguin
- Reino Unido: Penguin Island